# Tetranchyroderma indicum
Tetranchyroderma indicum is een buikharige uit de familie Thaumastodermatidae. Het dier komt uit het geslacht Tetranchyroderma. Tetranchyroderma indicum werd in 1968 voor het eerst wetenschappelijk beschreven door Rao & Ganapati. 